# L'Obstinée
L'Obstinée (en español: La Terca) era una logia masónica fundada en el campamento alemán de prisioneros de guerra Oflag XD durante la Segunda Guerra Mundial. Junto con las logias Liberté chérie y "Les frères captifs d'Allach",  era una de las muy pocas logias fundadas dentro de un campo de concentración Nazi o campamento de prisioneros.

## La Logia
La logia L'Obstinée estuvo fundada por miembros del Gran Oriente de Bélgica. Jean Rey, quién devendría Presidente de la Comisión europea (Comisión Rey), era orador de la logia. El Gran Oriente de Bélgica reconocería la Logia el 14 de julio de 1946.